# マックス・カバンヌ
マックス・カバンヌ（Max Cabanes、1947年9月22日 - ）は、フランスのバンド・デシネ作家(漫画家)、イラストレーター。 

## 経歴
バンド・デシネ作家となる前は陶芸家として活躍しており、のちにディズニーでポストカードを制作するアーティストとして働いた。1972年より漫画雑誌「ルコール」(Record)、続いて「ピロット」(Pilote)に漫画作品を発表。1975年よりパラレルワールドを題材にしたシリーズ『ある村で』を「トゥッス・ブーラン」(Tousse Bourin)、後に掲載誌を「フリュイド・グラシアル」(Fluide Glacial)、「月刊シャルリー」(Charlie Mensuel)などに変えて発表。この作品でカバンヌは「自然と動物の偉大な描き手」としての才能を現した 。1978年からはジャン・クロード＝フォレストの脚本によるエロティックな作品『ルナールの物語』を「ア・シュイーヴル」(À Suivre)にて発表、続いて同様のエロティックな作品を発表した。1986年から彼自身の少年時代を題材にした自伝的作品『目隠し鬼』を制作し、1989年に発表。同作は日本でも翻訳され、1991年に講談社の漫画雑誌「ミスターマガジン」に掲載された。この頃からカバンヌは、色コンテと水彩を用いて描くようになる。1990年にアングレーム国際漫画祭 グランプリを受賞。1996年には妻のシルヴィー・ブラスケとともに、彼女の少女時代の恋愛と葛藤を描いた『浮気の花束』を発表した。
漫画作品を発表する傍ら、絵本の挿絵など、イラストレーションの仕事も多く手掛けている。

## 作品の特徴
デビュー初期の作品ではユーモラスなタッチが特徴だったが、『目隠し鬼』以降の作品では、写実的な画風に取って代わられている。

## 作品
特記がない限りカバンヌ名義

### シリーズ
- ある村で (Dans les Villages、1978年-2008年、全7巻)
  1. ある村で (1978年)
  2. アンチ・ジョール (L'Anti-Jôle、1982年)
  3. 陽気なクロニョット (La Crognote Rieuse、1984年)
  4. 現実の夢想家 (Le Rêveur de Réalité、1986年 )
  5. 虐待学校 (L'École de la Cruauté、2005年)
  6. 2つの地平線に向かって (Une Fuite Deux Horizons、2006年)
  7. シナプスの敗走 (La Déroute des Synapses、2008年)
- 目隠し鬼 (Colin-Maillard、1989年-1999年、全2巻) ※1991年に講談社「ミスターマガジン」にて日本語訳で連載。
  1. 目隠し鬼 (1989年)
  2. マックス対スポーツマン (Maxou Contre l'Athlète、1999年)
- ベラガンバ (Bellagamba、クロード・クロッツ作、1999年-2002年、全2巻)
  1. 影を追って (La Chasse aux Ombres、1999年)
  2. 季節労働者 (Les Saisonniers、2002年)
- 血族の王女 (La Princesse du Sang、ジャン＝パトリック・マンシェット原作、2009年-2011年、全2巻)

### 単巻
- おかしな物語 (Contes Fripon、1982年)
- インク風呂 (Bain d'Encre、1982年)
- 第三の悪者との遭遇 (Rencontre du 3e Sale Type、1982年)
- ルナールの物語 (Le Roman de Renart、ジャン＝クロード・フォレスト作、1985年)
- ブラウンヴィルの冒険 (Une Aventure à Brownville、アンブローズ・ビエルス作、1985年)
- 僕の近所が世界だった (Mon Quartier c'était le Monde、1987年)
- プティデ (Les Petidés、1987年)
- ベルボトムの時代 (L'Années Pattes d'Eph'、1992年)
- 浮気の花束 (Bouquet de Flirts、シルヴィー・ブラスケ作、1996年)
- ウィンチェスター家の屋敷 (La Maison Winchester、マリー＝シャルロット・デルマ作、2004年)
- 致命 (Fatale、ダグ・エドリーヌ作、2014年)

### 挿絵
- 魔法の輪 (La Boucle Magique、ジャン・マメールとアラン・ヴェルノン作、1989年)
- 世界を旅した男 (L'Homme qui Fait le Tour du Monde、ピエール・クリスタン作、1994年)
- 人魚の歌 (La Chanson des Sirènes、ミシェル・ピケマル作、1998年)
- よき人生 (La Bonne Vie、ピエール・クリスタン作、1999年)
- チーターの競争 (La Course du Guépard、ジャン＝シャルル・ベルナルディーニ作、2002年)

## 日本での出版
- 『目かくし鬼』(小澤晃訳、講談社、1994年、ISBN 4063195422)※絶版